# Santa Anastasia (Var)
Santa Anastasia d'Içòla (en francès Sainte-Anastasie-sur-Issole) és un municipi francès situat al departament del Var i a la regió de Provença – Alps – Costa Blava.

## Demografia
| 1962                                       | 1968 | 1975 | 1982 | 1990  | 1999  | 2006  |
| ------------------------------------------ | ---- | ---- | ---- | ----- | ----- | ----- |
| 309                                        | 318  | 313  | 754  | 1.205 | 1.532 | 1.775 |
| Des de 1962: població sense dobles comptes |      |      |      |       |       |       |

## Administració
| Període | Identitat         | Partit |
| ------- | ----------------- | ------ |
| 2008-   | Jean-Pierre Morin |        |